# Masters de Cincinnati 2019
El Masters de Cincinnati 2019 fue un torneo de tenis perteneciente a la ATP en la categoría de ATP World Tour Masters 1000 como a la WTA en la categoría Premier 5. Se disputó del 12 al 18 de agosto de 2019 en Cincinnati, Ohio (Estados Unidos), sobre canchas duras, el cual perteneció a un conjunto de torneos que forman el US Open Series 2019.

## Puntos y premios

### Distribución de puntos
| Evento                 | G    | F   | SF  | CF  | Ronda de 16 | Ronda de 32 | Ronda de 64 | Q  | Q2 | Q1 |
| Individuales Masculino | 1000 | 600 | 360 | 180 | 90          | 45          | 10          | 25 | 16 | 0  |
| Dobles Masculino       | 1000 | 600 | 360 | 180 | 90          | 0           | —           | —  | —  | —  |
| Individuales Femenino  | 900  | 585 | 350 | 190 | 105         | 60          | 1           | 30 | 20 | 1  |
| Dobles Femenino        | 900  | 585 | 350 | 190 | 105         | 5           | —           | —  | —  | —  |

### Premios monetarios
| Evento                 | G          | F        | SF       | CF       | Ronda de 16 | Ronda de 32 | Ronda de 64 | Q2    | Q1    |
| Individuales masculino | $1 114 225 | $564 005 | $289 290 | $149 100 | $74 695     | $39 120     | $22 045     | $8435 | $4220 |
| Individuales femenino  | $501 975   | $243 920 | $122 190 | $58 185  | $28 030     | $14 360     | $7745       | $3150 | $1905 |
| Dobles masculino       | $331 300   | $161 680 | $81 040  | $41 280  | $21 780     | $11 660     | —           | —     | —     |
| Dobles femenino        | $143 600   | $72 534  | $35 910  | $18 075  | $9170       | $4530       | —           | —     | —     |

## Cabezas de serie

### Individuales masculino
Los cabezas de serie están establecidos al ranking del 6 de agosto.
| N.º | Clasif | Jugador              | Puntos antes | Puntos que defender | Puntos ganados | Puntos después | Actuación en el torneo                             |
| --- | ------ | -------------------- | ------------ | ------------------- | -------------- | -------------- | -------------------------------------------------- |
| 1   | 1      | Novak Djokovic       | 12325        | 1000                | 360            | 11685          | Semifinales, perdió ante Daniil Medvédev [9]       |
| 2   | 2      | Rafael Nadal         | 7945         | 0                   | 0              | 7945           | Baja antes de la segunda ronda.                    |
| 3   | 3      | Roger Federer        | 7460         | 600                 | 90             | 6950           | Tercera ronda, perdió ante Andréi Rubliov [Q]      |
| 4   | 4      | Dominic Thiem        | 4925         | 0                   | 0              | 4925           | Baja antes de la segunda ronda.                    |
| 5   | 7      | Stefanos Tsitsipas   | 3455         | 10                  | 10             | 3455           | Segunda ronda, perdió ante Jan-Lennard Struff      |
| 6   | 5      | Kei Nishikori        | 4040         | 45                  | 10             | 4005           | Segunda ronda, perdió ante Yoshihito Nishioka [Q]  |
| 7   | 6      | Alexander Zverev     | 4005         | 10                  | 10             | 4005           | Segunda ronda, perdió ante Miomir Kecmanović [Q]   |
| 8   | 9      | Karen Jachanov       | 2890         | 90                  | 90             | 2890           | Tercera ronda, perdió ante Lucas Pouille           |
| 9   | 8      | Daniil Medvédev      | 3230         | 35                  | 1000           | 4195           | Campeón, venció a David Goffin [16]                |
| 10  | 10     | Fabio Fognini        | 2555         | 0                   | 0              | 2555           | Baja por lesión antes de la primera ronda.         |
| 11  | 11     | Roberto Bautista     | 2395         | 0                   | 180            | 2575           | Cuartos de final, perdió ante Richard Gasquet [PR] |
| 12  | 13     | Borna Ćorić          | 2195         | 45                  | 10             | 2160           | Primera ronda, perdió ante Reilly Opelka [WC]      |
| 13  | 16     | John Isner           | 2040         | 10                  | 45             | 2075           | Segunda ronda, perdió ante Pablo Carreño [Q]       |
| 14  | 18     | Marin Čilić          | 1940         | 360                 | 10             | 1590           | Primera ronda, perdió ante Radu Albot              |
| 15  | 17     | Nikoloz Basilashvili | 2020         | 45                  | 10             | 1985           | Primera ronda, perdió ante Andréi Rubliov [Q]      |
| 16  | 19     | David Goffin         | 1815         | 360                 | 600            | 2055           | Final, perdió ante Daniil Medvédev [9]             |

#### Bajas masculinas
| Clasif | Jugador               | Puntos Antes | Puntos a defender | Puntos ganados | Puntos después | Baja debido a        |
| ------ | --------------------- | ------------ | ----------------- | -------------- | -------------- | -------------------- |
| 2      | Rafael Nadal          | 7945         | 0                 | 0              | 7945           | Descanso             |
| 4      | Dominic Thiem         | 4925         | 0                 | 0              | 4925           | Descanso             |
| 10     | Fabio Fognini         | 2555         | 0                 | 0              | 2555           | Lesión en el tobillo |
| 12     | Juan Martín del Potro | 2230         | 180               | 0              | 2050           | Lesión en la rodilla |
| 14     | Kevin Anderson        | 2140         | 90                | 0              | 2050           | Lesión en la rodilla |

### Dobles masculino
| Tenista                             | Clasif | Preclasificados |
| Juan Sebastián Cabal Robert Farah   | 2      | 1               |
| Łukasz Kubot Marcelo Melo           | 9      | 2               |
| Raven Klaasen Michael Venus         | 15     | 3               |
| Jean-Julien Rojer Horia Tecău       | 23     | 4               |
| Mate Pavić Bruno Soares             | 27     | 5               |
| Pierre-Hugues Herbert Nicolas Mahut | 28     | 6               |
| Henri Kontinen John Peers           | 29     | 7               |
| Mike Bryan Bob Bryan                | 34     | 8               |

### Individuales femenino
| Tenista              | Ranking | Preclasificada |
| Ashleigh Barty       | 2       | 1              |
| Naomi Osaka          | 1       | 2              |
| Karolína Plíšková    | 3       | 3              |
| Simona Halep         | 4       | 4              |
| Kiki Bertens         | 5       | 5              |
| Petra Kvitová        | 6       | 6              |
| Elina Svitolina      | 7       | 7              |
| Sloane Stephens      | 10      | 8              |
| Aryna Sabalenka      | 9       | 9              |
| Serena Williams      | 8       | 10             |
| Anastasija Sevastova | 11      | 11             |
| Belinda Bencic       | 12      | 12             |
| Angelique Kerber     | 13      | 13             |
| Johanna Konta        | 15      | 14             |
| Qiang Wang           | 17      | 15             |
| Madison Keys         | 18      | 16             |

- Ranking del 12 de agosto de 2019.[6]

### Dobles femenino
| Tenista                               | Clasif | Preclasificadas |
| Su-Wei Hsieh Barbora Strýcová         | 6      | 1               |
| Elise Mertens Aryna Sabalenka         | 19     | 2               |
| Barbora Krejčíková Kateřina Siniaková | 20     | 3               |
| Gabriela Dabrowski Yifan Xu           | 21     | 4               |
| Anna-Lena Grönefeld Demi Schuurs      | 28     | 5               |
| Hao-Ching Chan Yung-Jan Chan          | 30     | 6               |
| Nicole Melichar Květa Peschke         | 37     | 7               |
| Lucie Hradecká Andreja Klepač         | 48     | 8               |

## Campeones

### Individual masculino
Daniil Medvédev venció a  David Goffin por 7-6(7-3), 6-4

### Individual femenino
Madison Keys venció a  Svetlana Kuznetsova por 7-5, 7-6(7-5)

### Dobles masculino
Ivan Dodig /  Filip Polášek vencieron a  Juan Sebastián Cabal /  Robert Farah por 4-6, 6-4, [10-6]

### Dobles femenino
Lucie Hradecká /  Andreja Klepač vencieron a  Anna-Lena Grönefeld /  Demi Schuurs por 6-4, 6-1